# Donovan Leitch, Jr.
Pour les articles homonymes, voir Leitch.
Donovan Leitch, né Donovan Jérôme Leitch jr. le 16 août 1967 (ou 1968 selon les sources) à Londres, est un acteur, réalisateur, mannequin et chanteur américain. Il est le fils de l'auteur-compositeur-interprète écossais Donovan (musicien). Il a une sœur cadette, Ione Skye, également actrice.

## Vie privée

### Enfance et adolescence
Donovan Leitch est né en Angleterre. Il est issu d’un père écossais, le fameux chanteur des années 1960, Donovan, et d’Enid Karl (née Stulberger), ancienne top-modèle américaine née à New York d'ascendance juive. Il a une sœur Ione Skye, de deux ans sa cadette, qui comme lui a joué dans plusieurs films, ainsi que deux demi-sœurs du côté paternel : Astrella Celeste, chanteuse, et Oriole Nebula. Les parents de Donovan jr. se sont séparés quand il n’avait que trois ans. À partir de ce moment-là, il va être élevé avec sa sœur à Los Angeles, en Californie, où il va fréquenter le Hollywood High school, dont il sera, en terminale, élu délégué de classe  et roi du bal de printemps.

### Mariage et famille
Il a connu plusieurs flirts notamment avec Susanna Hoffs (du célèbre girl band The Bangles), mais c’est en 1997 qu’il se marie avec Kirsty Hume, mannequin écossaise (née le 04 septembre 1976). La cérémonie du mariage s’est déroulée sur les bords du Loch Lomond et est devenu un véritable spectacle de mode en lui-même. Ils ont eu une fille, Violet Jean Leitch, née le 21 mars 2004 au domicile de ses parents, à Los Angeles.

## Vie professionnelle

### Carrière d’acteur: devant et derrière la caméra
Donovan Leitch jr. a commencé sa carrière d’acteur lorsqu’il était encore au lycée : il incarne un danseur dans le film musical Breakin’2 Electric Boogaloo (1984), puis fait une apparition, la même année, dans un épisode de la série américaine Alice.
Mais le début de son véritable succès, il le doit surtout aux films qui vont suivre. Ainsi, en 1988, il joue dans deux films aux thématiques totalement différentes : Un destin pour deux (The In-Crowd), semblable à Dirty Dancing (sorti la même année), dans lequel il incarne Del, un jeune lycéen qui abandonne les cours pour intégrer la troupe de danseurs locale ; et Le Blob, remake du célèbre Danger planétaire (The Blob, 1958), dans lequel Donovan joue le rôle d’un adolescent qui se fait littéralement engloutir par une mystérieuse masse géante gélatineuse tandis qu’il était de sortie avec sa petite amie. L’année suivante, il se fait également remarquer en incarnant un jeune lycéen souffrant de problèmes psychiatriques et qui commence à semer le trouble dans son lycée une fois relâché de l’hôpital psychiatrique dans Profession : tueur (Cutting Class). Ce film a également permis de révéler le jeune acteur Brad Pitt.
Donovan a également collaboré avec sa sœur dans des films tels que le mélodrame Gas, Food, Lodging (1992) réalisé par Allison Ander, Cityscrapes : Los Angeles (1994) et The Size of Watermelons (1996). Il obtient également quelques rôles secondaires dans des séries célèbres : dans Sex and the City, il incarne un jeune photographe présentant son exposition sur des femmes représentées sous des traits masculins, les Drag Kings (saison 3, épisode 4), de même que dans un épisode de Grey's Anatomy, il joue le rôle de Rick Friart, un guitariste emmené aux urgences après avoir eu les doigts sectionnés.
Mais Leitch a aussi travaillé de l’autre côté de la caméra : en effet, il a réalisé son premier film Last Party 2000, en collaboration avec Rebecca Chaiklin, qui traite principalement des élections présidentielles américaines.

### Filmographie

#### Films
- 1984 – Breakin'2 Electric Boogaloo: un danseur
- 1988 – Le Blob (The Blob) : Paul Taylor
- 1988 – Un destin pour deux(The In-Crowd): Del Green
- 1988 – And God Created Woman : Peter Moran
- 1989 – Cutting Class (Profession:tueur) : Brian Woods
- 1989 – Glory : Capitaine Charles Fessenden Morse
- 1992 – Gas, Food Lodging : Darius
- 1992 – Dark Horse : J.B. Hadley
- 1993 – Jack the Bear : un étudiant diplômé
- 1994 – Cityscrapes:Los Angeles : Troy
- 1996 – I Shot Andy Warhol : Gerard Malanga
- 1997 – Big City Blues : Donovan
- 1999 – The 60's : Neal Reynolds
- 1999 – Love Kills (en) : Dominique
- 1999 – Cherry : Eddie
- 2000 – The Size of Watermelons : Patrick

#### Séries
- 1984 – Alice : Dono-D (épisode: Footloose Mel)
- 1989 – 21 Jump Street : Mike Pratt (épisode: Mike's P.O.V.)
- 1990 – Corky, un adolescent pas comme les autres (Life goes on) : Teddy (saison2, épisode 5: La salle des banquets)
- 2000 – Sex and the City : Baird Johnson (saison 3, épisode 4: Drag King)
- 2001 – The Job : Barry/Cristal (saison 2, épisode 7: Les parents de Tony)
- 2003 – Birds of Prey (Les Anges de la Nuit) : Malcolm (épisode 10: Les jeux du cirque (Gladiatrix))
- 2006 – Grey's Anatomy : Rick Friart (saison 2, épisode 14: Menteur, menteur (Tell me sweet little lies))

#### Comme réalisateur
- 2000 – Last Party 2000-La démocratie américaine dans tous ses états (Last Party 2000)

### Performances musicales
Tandis qu’il fréquente encore le Hollywood High School, il se lie d’amitié avec le guitariste Jason Nesmith, fils du chanteur de rock/country et ancien membre des Monkees Michael Nesmith. Mais c’est officiellement en 1994, quelques années après que Donovan ait commencé sa carrière d’acteur, que celui-ci crée avec Jason le groupe glam-rock Nancy Boy (ce qui signifie, en anglais argotique « homme efféminé », « métrosexuel »), qui est à l’opposé du grunge rock (sous genre du rock alternatif caractérisé par des guitares saturées et des paroles apathiques). En dépit de deux albums, Promosexual (1995) et Nancy Boy (1996), le groupe ne connaît pas un franc succès. Incapable de trouver une maison de disque pour enregistrer leur prochain album, le groupe décide de se séparer en 2001.
Désormais, Leitch fait partie du groupe de rock Camp Freddy, dont il est le chanteur principal et dont les membres se produisent régulièrement sur scène au Largo Theater de Los Angeles. Ce qui lui a permis entre autres d’incarner, en 1999, le rôle d’Hedwig, un jeune homme d’origine allemande qui change de sexe afin de pouvoir se marier avec son fiancé américain et aller vivre avec lui aux États-Unis pour y devenir chanteur rock, dans la comédie musicale « Hedwig and the Angry Inch » initialement jouée à Broadway.

### Expérience dans le mannequinat
Immergé très tôt dans le monde très branché de la mode à Los Angeles grâce à sa mère, Donovan a très vite été amené à fréquenter la jet-set locale. Parmi les amis de sa mère, nombre d’entre eux étaient des drags queens qui ont d’ailleurs initié le jeune garçon à la mode, au maquillage et aux différents styles de coiffure. Il s’amusait d’ailleurs parfois à leur emprunter des vêtements de leur garde-robe et à sortir dans les clubs locaux branchés.
Cette immersion dans ce milieu particulier a amené Donovan sur les podiums ou sur papier glacé : en effet, à la fin des années 1980 et au début des années 1990, le jeune homme a eu l’occasion de défiler et de poser pour des agences de mode prestigieuses, telles que Calvin Klein, Elite, Ford mais aussi pour INC international concept, Saks Fifth Avenue. C’est durant sa carrière de mannequin qu’il rencontre Kirsty Hume, à l’époque âgée d’une vingtaine d’années, avec qui il va se marier.